# Batalla de la Ciudad Universitaria de Madrid
La batalla de la Ciudad Universitaria de Madrid fue una confrontación bélica incluida en el comienzo de la defensa de Madrid durante la guerra civil española. Esta batalla ocurrió en el área del que era un nuevo campus de la Ciudad Universitaria en un periodo que va del 15 al 23 de noviembre de 1936 (aproximadamente una semana) quedando prácticamente estable el frente hasta el final de la guerra. El objetivo de las milicias republicanas era la "defensa de la capital a toda costa" y para ello era necesario detener el avance de las columnas al mando del general Varela y evitar la caída de Madrid. Por otro lado, los ejércitos sublevados atacantes tenían como objetivo la "toma de la ciudad" en el periodo de tiempo menor posible. La persistencia y tenacidad de ambos contendientes en la batalla supuso un punto de inflexión en el transcurso de la Guerra Civil, en parte debido a que fue donde se detuvo el avance de las tropas de Franco por primera vez. Siendo además el campus uno de los lugares de confrontación más duraderos de la Guerra Civil. La resistencia de la ciudad de Madrid trascendió a la moral de los combatientes en otros frentes a lo largo la zona controlada por el Gobierno de la República. El desenlace final del periodo combativo, el 23 de noviembre de 1936, supuso un cambio de estrategia por parte de las fuerzas atacantes. Entre las principales características de esta confrontación cabe destacar la entrada en combate, por primera vez durante la contienda, de diversas columnas pertenecientes a las Brigadas Internacionales, así como material militar pesado de origen soviético. Los atacantes recibían material y combatientes de Alemania e Italia, siendo además una de las primeras veces en la historia en las que se emplea el bombardeo aéreo contra población civil.
El asalto frontal planificado militarmente por las tropas del general Varela para el día 8 de noviembre de 1936, comenzó con un avance inicial por la Casa de Campo. Este ataque desplazó el núcleo de maniobra hacia el noroeste para ocupar la zona comprendida entre la Ciudad Universitaria y la plaza de España. Este ataque frontal inicial fue muy cruento en ambos bandos, y produjo un avance de líneas muy lento que dirigía el eje de principal de esfuerzo a través de la Casa de Campo hasta la ribera del río Manzanares. Es en esta rivera donde las tropas asaltantes vieron la necesidad de avanzar hacia los puentes que se encontraban fuertemente defendidos por las tropas milicianas. Tras varios intentos fallidos de intentar cruzar el Manzanares se logra entre el espacio de dos de ellos, el martes 15 de noviembre se inicia la batalla de la Ciudad Universitaria. Extendiendo por el campus el conflicto. La violencia encarnizada por ocupar la ciudad y el empeño por frenar el avance se mantienen con tenacidad en ambos bandos. Las posibilidades tácticas se van agotando con gran coste de vidas mientras se desarrolla el combate entre las facultades y edificios diversos del campus. El enfrentamiento se caracterizó por la lucha dentro de los edificios, a veces habitación por habitación, piso a piso. Tras una semana de intenso desgaste y escaso avance, el general Franco se reúne en el Cuartel General de Leganés y el día 23 de noviembre se cambia la estrategia atacante: seguiría un ataque indirecto a Madrid, el de envolvimiento con una maniobra en el eje Las Rozas de Madrid-Húmera (en la actualidad un barrio de Pozuelo de Alarcón) a menos de dos kilómetros al noroeste del campus, todo ello dio lugar a otras batallas como la del Jarama (febrero de 1937) y posteriormente la de Guadalajara (marzo de 1937). El frente del campus en forma de cuña, cuyo vértice era el Clínico, mantuvo sus líneas prácticamente inalterables durante el resto de la Guerra Civil. A pesar de todo ello, se estableció en la Ciudad Universitaria y Parque del Oeste una lucha encarnizada de minas y contraminas, toda ella con infructuosas ofensivas de infantería. Hasta que el 28 de marzo de 1939 el coronel Segismundo Casado entregó la ciudad a las tropas asaltantes.
El campus de la Ciudad Universitaria, y las áreas adyacentes de la ciudad, quedaron muy dañadas tras la contienda. Los edificios curiosamente no se estrenaron como Universidad, sino como frente de guerra. No fue hasta pasados varios años cuando fue posible recobrar la actividad docente normal en algunas de sus facultades. El estado en el que quedó el campus hizo pensar incluso en establecer un parque temático sobre los años de Guerra Civil, algo que al final se evitó. La guerra sorprendió a la Universidad en pleno estado de mudanza, muchas de las facultades ubicadas anteriormente en el casco urbano se iban a agrupar lentamente en el campus recién construido. La batalla pilló por sorpresa y muchos de ellas se estrenaron con combates, en lugar de actividades docentes. Las obras de reconstrucción de las Facultades hizo que el 12 de octubre de 1943 se inaugurara de nuevo el recinto, comenzando el curso académico. Se edificaron monumentos dedicados a conmemorar la victoria de los ejércitos de Franco, un ejemplo es el Arco de la Victoria construido entre el periodo que va desde el año 1950 al 1956, o el Monumento a los caídos por Madrid (actual sede de la Junta Municipal del Distrito de Moncloa-Aravaca). En la actualidad la mayoría de los escenarios bélicos de la batalla han quedado ocultos por las reconstrucciones de las Facultades, la remodelación del entorno de Moncloa-Aravaca, y por las consecuencias de la expansión urbanística de los años setenta, así como en proyectos de remodelación como es el soterramiento de la M-30 y de la creación de parques a la orilla del Manzanares como es Madrid Río.

## El teatro de operaciones

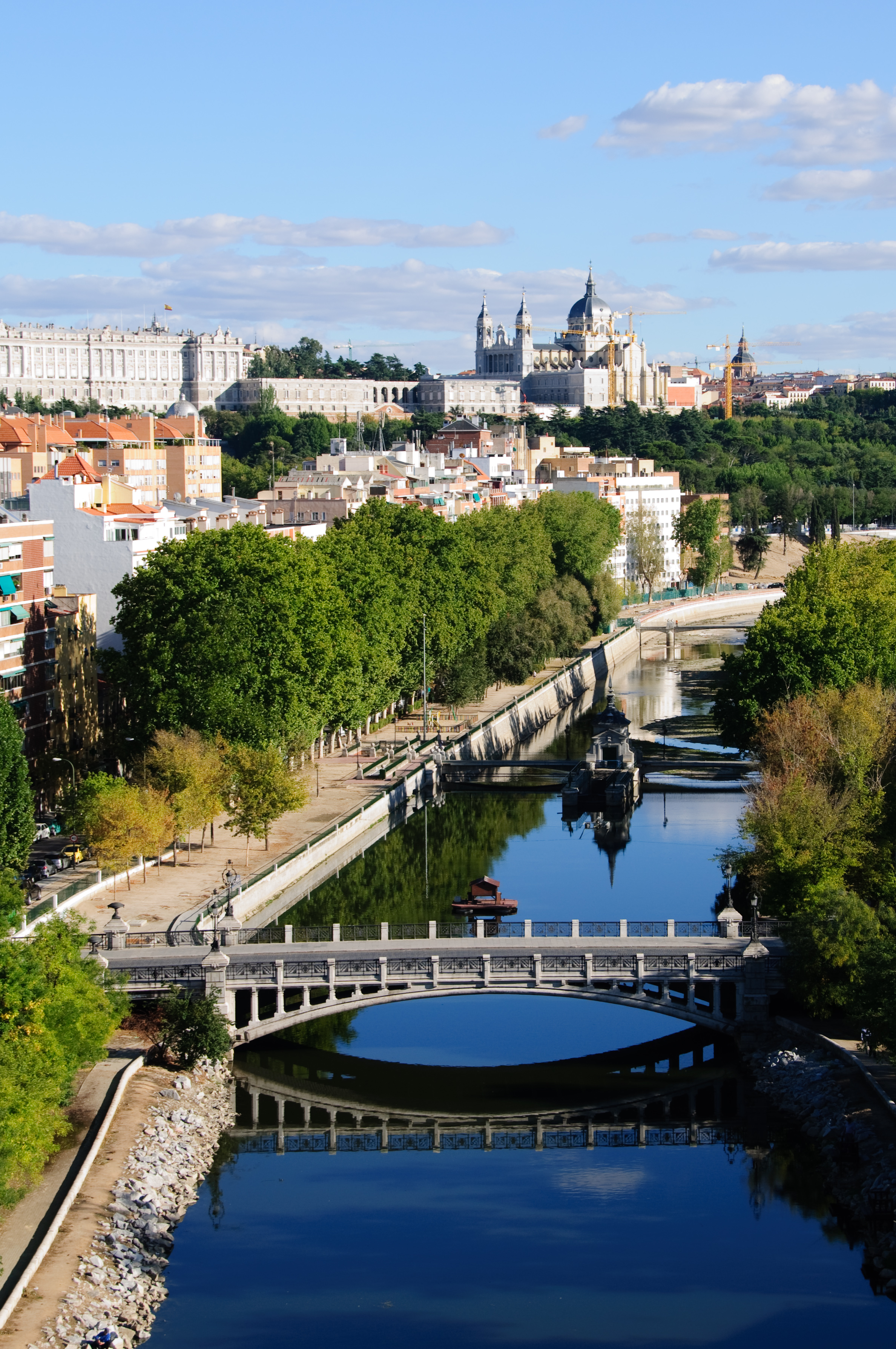
El río Manzanares era una demarcación natural del frente de batalla (en la actualidad corresponde a Madrid Río), sus puentes fueron un objetivo militar de alto valor para ambos bandos en la contienda.

La Ciudad Universitaria, es un espacio urbano ubicado en los descampados de la Moncloa. Su concepción inicial consistía en un proyecto arquitectónico y social, iniciativa del rey Alfonso XIII a comienzos del siglo XX. Este proyecto pretendía aprovechar y dotar a la ciudad de Madrid de un área integral de Facultades, laboratorios de investigación y residencias de estudiantes. En parte se intentaba ampliar la oferta de Alcalá de Henares. La Ciudad Universitaria se decide finalmente ubicar en la finca propiedad del Estado denominada La Moncloa. Se comienzan a asignar y ejecutar las obras de explanación y vaciado de lo que serán algunos de los terrenos del Campus, la empresa adjudicataria de las obras será Agromán. El 6 de noviembre de 1930 se da comienzo a las facultades de Medicina, Farmacia y Odontología. En 1932 se comienza a construir el Hospital Clínico dando lugar a las tareas de desmonte, poco a poco se inicia el levantamiento de su planta, hasta que la Guerra Civil interrumpe por completo la construcción de este y otros edificios en el recinto. Los planes de inauguración y comienzo del curso académico estaban previstos inicialmente para finales de 1936, no obstante las revueltas sociales y los constantes problemas laborales fueron ralentizando su construcción y dejando que se retrasara.

### La Ciudad Universitaria
Debido a los rumores de avance de tropas beligerantes hacia Madrid, las actividades docentes en la Ciudad Universitaria se habían suspendido en el mes de agosto de 1936 a espera de "nuevos acontecimientos", la actividad administrativa continuaba realizándose, aunque de forma muy limitada por la inestabilidad de la situación. Aparecen listados de profesores apartados del servicio en agosto, así como la llegada de nuevas remesas de libros destinados a las bibliotecas. En noviembre muchos profesores se desplazan a Valencia, así como los trabajadores de la Universidad Central. Hasta el 5 de noviembre no se empezará a intuir que este sería el teatro de operaciones del ataque a Madrid. La cartografía militar de la zona empleada por ambos ejércitos para describir el Teatro de Operaciones corresponde a la Hoja 559 IV (Cuadrante 5E) del Plano Director de Pozuelo de Alarcón elaborada en los Talleres del Ministerio de la Guerra de agosto de 1937.
El campus todavía estaba en obras a comienzos del conflicto armado, a pesar de ello contaba con numerosos edificios y con parte de las instalaciones casi operativas. Ya desde comienzos de noviembre se va convirtiendo el área en un prolongado campo de batalla y muchos de sus edificios son seriamente dañados por el fragor del combate, siendo de todos ellos la Facultad de Filosofía y Letras la más afectada. Los testimonios de la destrucción han sido recogidas por brigadistas que lucharon en la batalla como fue: John Sommerfield, Dan Kurzman, Bernard Knox han sido recogidos por escritores como Marta Torres Santo Domingo. Tres cuartas partes de la Universidad quedaron ocupadas por el ejército sublevado en el día 23 de noviembre. Durante el resto del conflicto que sigue al día 23 se continuó construyendo diversas trincheras, nidos de ametralladora, refugios de todo tipo y búnkeres en el área del campus, a pesar de ello el frente casi no sufrió apenas cambios. Siendo la guerra de minas el desenlace final que modificó completamente la orografía de la zona.
Los edificios de la Ciudad Universitaria se encontraban repartidos en una ligera cuesta arriba desde la ribera del Manzanares. La batalla se produjo con el ejército defensor en cotas ligeramente elevadas sobre el atacante en todo momento. En 1936 había diversos edificios en la zona, a pesar de haberse construido sólo cuatro facultades (Medicina, Farmacia, Ciencias y Filosofía) y las escuelas de Arquitectura, Veterinaria e Ingenieros Agrónomos. Sobre el Parque del Oeste se encontraba el Instituto Nacional de Sanidad, la Escuela de Veterinaria, el Departamento Antirrábico, la Fundación del Amo (residencia de estudiantes americanos con aforo de cien estudiantes) y la Residencia de Estudiantes. En una posición más septentrional se encontraba, tras superar una ligera vaguada, el Palacete de la Moncloa y el Monumento a los Héroes de las Campañas Coloniales (desaparecido en la actualidad). Al fondo se encuentra un conjunto de edificaciones liderado por el Hospital Clínico. Tras él, en dirección este, se encontraba el casco urbano de Madrid. En 1936 la zona urbana de Madrid de esta área era una serie ininterrumpida de solares. La casa de Campo, la zona de Moncloa y la Ciudad Universitaria se fortificaron gracias a las operaciones de zapadores del coronel de ingenieros Tomás Ardiz Rey en colaboración con Carlos Masquelet.

### Casa de Campo y los puentes del Manzanares
La Casa de Campo se encontraba completamente cercada por una muralla de paramento toledano en su parte exterior, su trazado fue ideado por Francesco Sabatini y respondía al modelo de parque privado para el disfrute real que había sido hasta el año 1931. Existían una decena de accesos a lo largo del muro, las dos únicas en las cercanías eran la del ángel y la del río. Entre la Casa de Campo y la Ciudad Universitaria se encuentra la vaguada del río Manzanares, que en 1936 se encontraba inmersa de abundante vegetación procedente sin solución de continuidad del monte del Pardo. Cabe destacar que el Manzanares estaba canalizado en el tramo que va desde el puente de Toledo hasta el de los Franceses, estando sin canalizar desde el de los Franceses hasta el puente de San Fernando. La zona canalizada estaba fuertemente defendida, era muy peligrosa para el avance de la infantería atacante y dificultaba el paso de blindados. Es por esta razón por la que se optó por evitar esta zona canalizada, avanzando aguas arriba a escasos metros aguas arriba del puente de los Franceses donde resultaba relativamente más fácil un avance. Esta configuración del cauce del río no-acanalada fue la que proyectó el combate definitivamente hacia la Ciudad Universitaria el día 15 de noviembre de 1936. El río Manzanares que tiene un pequeño cauce en verano, por el contrario, en otoño tiene su máxima afluencia.
Por las dos márgenes del río Manzanares discurrían paralelas sendas carreteras, la de la margen derecha es la denominada carretera de Castilla, la del margen izquierdo baja por el parque del Oeste y sigue hasta la Puerta de Hierro y formaba parte del Circuito Nacional de Firmes Especiales. Las dos orillas se ven comunicadas por diversos puentes de importante valor estratégico. Los tres puentes más cercanos a la Ciudad Universitaria son el de San Fernando (la carretera de la Coruña), el puente Nuevo (de uso ferroviario) y en paralelo a escasos metros el de los Franceses (ferrocarril hacia Irún). Los demás puentes se encontraban inmersos detrás de algunos núcleos de población dispersos que formaban parte del ensanche de Madrid en el extrarradio. Existían además varias pasarelas a lo largo del río. Algunos puentes protagonistas en la contienda se hicieron como viaductos que salvaban el desnivel de las carreteras y de los sistemas ferroviarios, algunos de ellos como viaducto de los Quince Ojos que soportaba la carretera de La Coruña (superando el desnivel del arroyo de Cantalasranas), así como el puente del Aire.
|                                           |
| Un tramo del doble puente de San Fernando |

|                                                                                   |
| El puente de los Franceses (entre sus arcos se ve el al fondo puente de Castilla) |

|                           |
| El puente de la República |

### Los planes de ataque
Tras el pronunciamiento de julio, que no tuvo igual suerte en todo el territorio español, ciudades como Madrid permanecieron leales al Gobierno de la República. Las tropas rebeldes de África se fueron agrupando en el sur de la península e iniciando una marcha hacia Madrid. Ya desde el 2 de agosto, que comenzaron su avance, Madrid era un objetivo militar. Las columnas rebeldes encontraron diversos problemas tácticos, pero en ningún momento se impidió o se detuvo su avance. Tres meses de avance constante por Extremadura, les sitúan el 6 de noviembre en los lindes exteriores de la Casa de Campo. Las cuatro columnas atacantes (la de Castejón, Asensio, Barrón, Tella) se encuentran a sólo siete kilómetros de la Puerta del Sol. Las dos únicos núcleos de grandes poblaciones atacados durante esos tres meses fueron Badajoz (el 14 de agosto las tropas del general Yagüe) y Toledo (general Varela). Los asaltos de las tropas atacantes tuvieron casi siempre tácticas similares, primero se ejecutaba un ataque frontal muy agresivo apoyado por efectivos de artillería pesada, y luego se ejecutaba un desbordamiento por los flancos (maniobra envolvente), esto último solía causar pánico entre las tropas de milicias que poseían poca instrucción militar, lo que provocaba una retirada desordenada que acababa deshaciendo la defensa. En algunos casos se procedía a rodear las fuerzas milicianas dejando expedita una vía de escape que era fuertemente bombardeada por la artillería. Estas tácticas fueron ejecutadas repetidas veces durante el avance a Madrid. Sin embargo ahora el objetivo militar era más extenso, y existían diversas posibilidades de ser abordado.
Por un lado se encontraban las agrupaciones de edificios ubicados en la orilla derecha del río Manzanares, estas agrupaciones se prolongan en barrios desde los que se podría establecer una resistencia considerable. El río que se encontraba canalizado desde el puente de los Franceses al de Princesa, la situación se convertía en peligrosa con algunos edificios dominantes en la orilla izquierda. Desde el río el avance es en cuesta arriba. La idea de llegar a la Ciudad Universitaria y a la plaza de España, y desde allí avanzar a lo largo de diversos puntos de la ciudad hasta dominarla era una de las posibilidades más tenidas en cuenta por Varela. Otra de las opciones era estirar el frente hacia el sureste (en dirección a Vallecas), pero quedó desechado al ver que al final no había punto de entrada a la ciudad. Tras evaluar Varela diversas opciones, se decide atacar a través de la Casa de Campo por la Puerta Rodajos y desde allí avanzar cruzando el Manzanares para penetrar en la Ciudad Universitaria. Desde allí estabilizando la zona se procederá a tomar diversas áreas de la ciudad. Se iba a ejecutar como dirección principal de esfuerzo el eje Suroeste-Nordeste para alcanzar la línea del Manzanares entre el puente de los Franceses y el Hipódromo (en la actualidad Club de Campo). Simultáneamente otras columnas deberían tomar los pueblos y barrios al sur de la capital y presionar sobre los puentes de Segovia, de Toledo y Legazpi, distrayendo a las fuerzas de defensa del escenario principal del ataque. La idea era avanzar por saltos sucesivos u oleadas, coordinándose las acciones de todas las columnas y fijar el avance siguiente.

### Ordenamiento inicial de las fuerzas defensivas

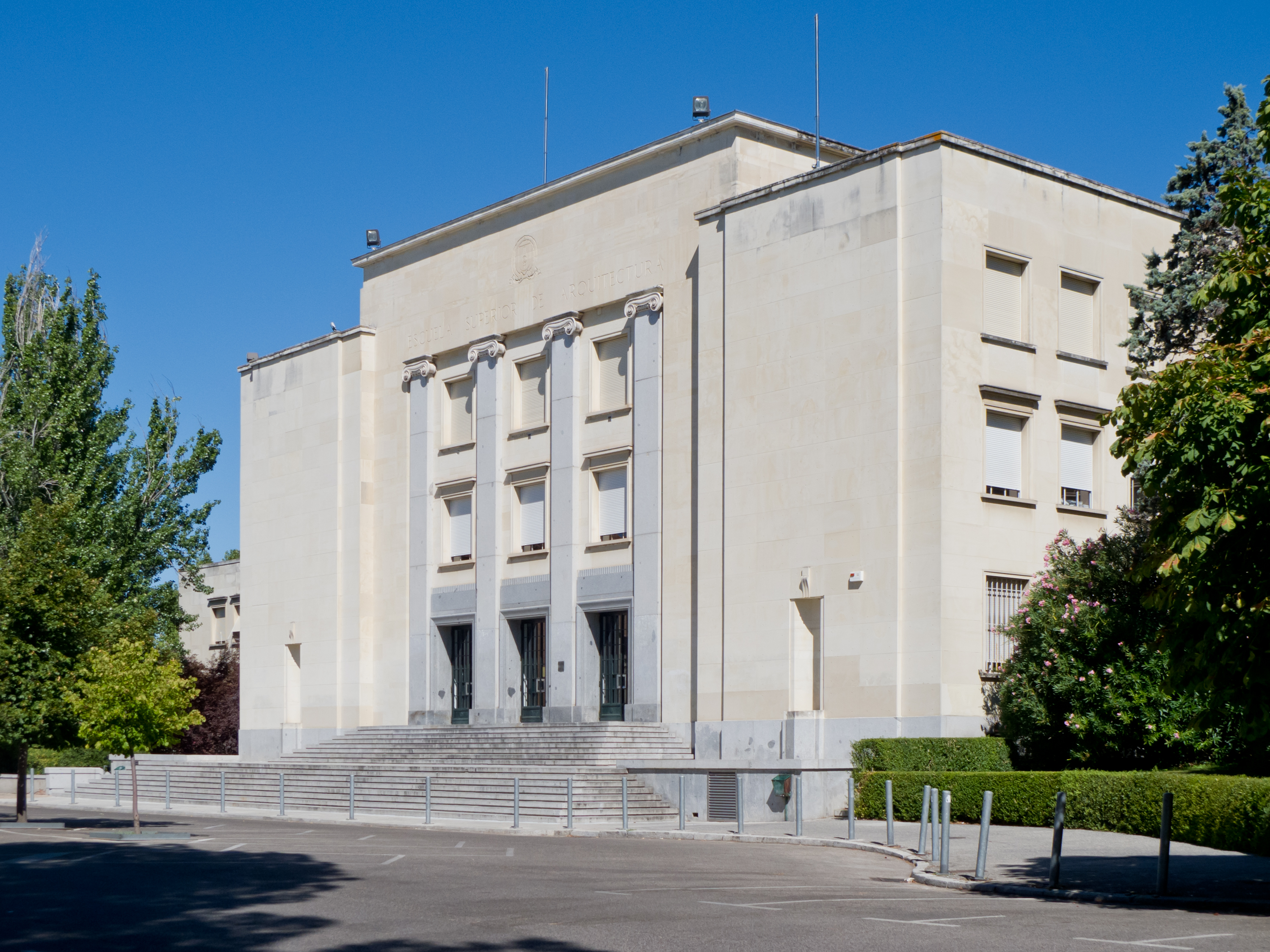
La Escuela de Arquitectura fue uno de los primeros objetivos del asalto del día 16. (El edificio actual es restauración.)

El 6 de noviembre de 1936, a las ocho de la tarde, se convoca al general Miaja y al general Pozas para reunirse con Largo Caballero; a ambos generales se les entrega un oficio en sobre cerrado que pone en su membrete "para abrir a las seis horas del día 7". Al salir ambos generales desobedecen las instrucciones del membrete y abren el contenido de su interior. Su sorpresa fue que al abrirlo, el contenido había sido cambiado, quizás por las prisas por abandonar Madrid. Su contenido era:

El Gobierno ha resuelto, para poder continuar cumpliendo con su primordial cometido de defensa de la causa republicana, trasladarse fuera de Madrid, encarga a VE de la defensa de la capital a toda costa. A fin de que lo auxilien en tan trascendental cometido, (…) se constituye una Junta de Defensa de Madrid. (...) Esa Junta tendrá facultades delegadas del Gobierno para la coordinación de todos los medios necesarios para la defensa de Madrid que deberá ser llevada al límite y, en el caso de que a pesar de todos los esfuerzos haya de abandonarse la capital, (…) las fuerzas deberán replegarse a Cuenca para establecer una línea defensiva en el lugar que le indique el General Jefe del Ejército del Centro.
firmado por Largo Caballero.

El oficio establecía la «defensa a toda costa» y al mismo tiempo el repliegue a Cuenca, algo que a ojos de Vicente Rojo le era contradictorio desde un punto de vista puramente militar. Miaja debió recibir instrucciones verbales para mantener la capital durante al menos siete días. Esto daría tiempo para preparar una contraofensiva desde el Jarama guiada por Sebastián Pozas Este oficio entrega a Miaja la responsabilidad de la defensa de Madrid mediante la Junta de Defensa de Madrid. El Gobierno de la República se dirige esa misma noche a Valencia, el día 19 de octubre Azaña ya había abandonado la capital en dirección a Barcelona. La Junta es a partir de este instante la responsable de las operaciones militares. Miaja decide que Vicente Rojo sea el responsable del Estado Mayor de Madrid. Desde este mismo momento se organiza a gran velocidad la denominada defensa de Madrid contra las tropas asaltantes que se acercan a la ciudad.
Con el Gobierno de la República en su nueva residencia de Valencia, y el ejército rebelde a unos pocos kilómetros, la Junta para la Defensa de Madrid decide el día 7 de noviembre resistir el ataque. El planteamiento de la defensa de la ciudad diseñado por Vicente Rojo era tal que diversos mandos republicanos se encontraban ubicados en diferentes sectores del frente. Ya se contenía a las tropas del general Mola por el norte casi desde el inicio de la contienda, mientras que para frenar a las que avanzan por el sur se dispuso de la siguiente configuración:
- El comandante Lister en la línea Villaverde-Entrevías (puente de Toledo)
- El teniente coronel Bueno en Vallecas que con Lister formaba el frente de Usera
- El coronel Prada ubicado en el puente de la Princesa
- El comandante Rovira en la zona de Carabanchel
- El teniente coronel Arce vigilando los sectores de la carretera de Extremadura
- El teniente coronel Galán en la Casa de Campo y en el puente de la República (puente del Rey)
- El comandante Enciso y Fernández Cavada jefe del Batallón Presidencial se destaca en la Casa de Campo.[16]
- El comandante Romero se ubica en el puente de los Franceses, debido a su mayor cota permite el dominio de la zona
- El comandante Galán en el eje Húmera-Pozuelo de Alarcón apoyado por Etelvino Vega
- El coronel Barceló en Boadilla del Monte tenía como misión contraatacar por la retaguardia de las fuerzas rebeldes que entrara por la Casa de Campo.

En el sector de la Ciudad Universitaria se encontraba la columna de López Tienda y posteriormente las tropas de Durruti, junto con las Brigadas Internacionales. Las tropas del general Miaja a lo largo del transcurso de la batalla fueron aumentando en diversos frentes comenzando con la cifra de 30 000 soldados. Dependiendo de las fuentes, las tropas de Varela consistían entre los 20 000 al comienzo de la contienda. El incremento de fuerzas debido a la incorporación de las Brigadas Internacionales llega a los cuarenta mil (16 de noviembre). El bando asaltante comienza a reclutar efectivos tras el primer asalto del día ocho.

### Ordenamiento inicial de las fuerzas atacantes
Tras la liberación del Alcázar de Toledo se produce una marcha directa y rápida hacia Madrid de las tropas asaltantes. El tiempo era fundamental y los planes se organizan sobre la marcha. Se decide que los ejércitos que asaltan por el norte de Madrid permanezcan a la defensiva.
Según el plan, de las cinco columnas del general Varela y el coronel Yagüe, la primera, la de Asensio (Columna n.º 3), cruzaría el Manzanares directamente debajo del Paseo de Rosales y subiría para tomar la Cárcel Modelo y el Cuartel de Don Juan. La columna del comandante Castejón (Columna n.º 1) cruzaría más a la izquierda y se instalaría en la Fundación del Amo, en la parte de la Ciudad Universitaria más próxima a Madrid. Delgado Serrano (Columna n.º 4), por la derecha, tenía que conquistar el Cuartel de la Montaña, con lo que quedarían a tiro el Palacio Real y la Gran Vía. Los comandantes Barrón (Columna n.º 2) y Tella (Columna n.º 5) avanzarían por los Carabancheles sin cruzar el Manzanares, para hacer creer que el ataque principal venía del sur. En este mes de noviembre es cuando se realiza una saca de presos de la Cárcel Modelo que acaba en las matanzas de Paracuellos.
La Orden General de Operaciones del general Varela para el día 8 de noviembre, inicio de la ofensiva, mencionaba:

Atacar para fijar al enemigo en el sector comprendido entre el puente de Segovia y el de Andalucía; a fin de desplazar el centro de la maniobra hacia el noroeste (N.O.) y ocupar la zona comprendida entre la Ciudad Universitaria y la Plaza de España, que constituirá la base de partida para nuevos avances en el interior de Madrid.

## Primer asalto: Casa de Campo
Las tropas atacantes se encuentran a la entrada de la Casa de Campo e inician su avance a través de la Puerta de Rodajos. Confiados en las posibilidades de éxito, todo parecía indicar que Madrid iba a caer. La situación de euforia por parte de las tropas del general Varela hace que los periodistas de ABC en Sevilla mencionen que los combates de Madrid se realizan ya a una distancia de «50 céntimos en tranvía de Madrid» (el precio de un billete desde Leganés a Madrid).

### Comienzo de la ofensiva
El día 8 se produce el primer avance a través de la Casa de Campo, pero pronto las Columnas (1.ª, 3.ª, 4.ª) se encuentran con una intensa resistencia que ralentizan su progreso. Los días 9 y 10 prosiguieron la lucha en el recinto de la Casa de Campo. El día 9 la Orden General de Operaciones del ataque sobre Madrid cayó casualmente en manos de los defensores (estaba en las ropas de un tanquista capturado) y esta oportunidad permite a Vicente Rojo reorganizar la defensa. El día de incorporación de la XI Brigada Internacional al frente es duda entre diversos historiadores, al mando de Kléber, a la Facultad de Filosofía y Letras. Martínez Bande cita un informe del Servicio de Enlaces del Ejército del Centro menciona el día 8, pero V. Rojo ubica este evento más tarde. Las Brigadas Internacionales desfilan por la Gran Vía de Madrid el día 8 de noviembre y se destacan en posiciones dentro de la Ciudad Universitaria (Facultad de Filosofía y Letras). Se mantuvo el frente en Húmera, el coronel Clairac fue herido en el Lago y fue sustituido por Galán; mientras Lister y Bueno siguieron presionando el flanco derecho. En la tarde del día 9 hubo ya una lucha intensa en el puente Nuevo (hoy denominado de Castilla) y el ataque fue repelido en el parque del Oeste y el de La Bombilla. En los días posteriores este puente sería una posición muy disputada por ambos bandos. Los batallones Commune de París, Dombrowski, y Edgar André entraron en combate el día 9 (es decir la XI Brigada Internacional). El batallón Edgar André defendió el puente en varias ocasiones obligando a replegar a las fuerzas enemigas.
Durante los días 11 y 12 el ataque general perdió vigor y las fuerzas defensoras intentaron durante algunas ocasiones una contraofensiva con el objetivo de expulsar a los atacantes de la Casa de Campo. El 14 se producen contraataques republicanos en Villaverde, con igual escaso éxito. El día 13 las tropas de Asensio ocuparon el cerro Garabitas (una pequeña elevación próxima al río Manzanares y que dominaba la Casa de Campo, desde este vértice se bombardeará el centro de Madrid). Llegó a las proximidades del lago de la Casa de Campo y alcanzó el Manzanares en un frente de casi un kilómetro, comprendido entre el puente de los Franceses y el Hipódromo. No logra cruzar el río manzanares. El día 12 la columna del fallecido capitán Rafael López-Tienda llega con 2500 hombres a Madrid. La Columna Libertad (denominada también de López-Tienda) se nutre de milicianos procedentes de la UGT de Cataluña y el PSUC de Aragón (un efectivo de casi 2500 hombres). La Columna Libertad es asignada al sector del Parque del Oeste. Todos ellos habían dejado el inactivo, por ahora, frente de Zaragoza para asistir al que será el frente de Madrid.

### Llegada a la orilla del Manzanares
El día 14 de noviembre fue un día de muy baja combatividad, ambos frentes se reorganizaban y se preparaban para un definitivo ataque para el día 15. Ninguno de los dos tenía certezas de las preparaciones del contrario. Las tropas asaltantes mueven la columna n.º 2 de Barrón desde Carabanchel para apoyar el ataque en la Casa de Campo que se prepara para el día 15, y se refuerzan las columnas con diversos efectivos procedentes de la sierra madrileña así como de la retaguardia. El objetivo es vadear el Manzanares y progresar hasta el casco urbano, por el espacio que ofrece la Ciudad Universitaria. Para este ataque se disponía de tres columnas Asensio (VI Bandera del Tercio, I y II Tabor de Tetuán), Barrón (I Bandera del Tercio, I y II Tabor de Melilla) y Delgado (IV Bandera del Tercio , II y III Tabor de Alhucemas). Asensio tenía como objetivo cubrir el flanco izquierdo y progresar desde el puente de los Franceses por la Escuela de Arquitectura hasta lograr la posición del Asilo de Santa Cristina. La columna de Delgado Serrano tenía como objetivo alcanzar la posición de la Cárcel Modelo y el Cuartel de Infantería a través del Parque del Oeste. Este Parque está lleno de vaguadas idóneas para la lucha de trampas y emboscadas. La columna de Barrón se mantendrá destacada en la Casa de Campo como reserva de maniobra. La maniobra se planeaba con el apoyo de la aviación y artillería, además de una compañía de blindados apoyando a cada columna. Las tres columnas deberían reunirse finalmente en la Puerta del Sol.
Los ejércitos defensores organizados por la Junta de Defensa de Madrid planificaban una ofensiva el día 15 de noviembre con el objeto de lograr las posiciones perdidas en la Casa de Campo y descongestionar con ello la zona. Según el plan de Vicente Rojo el peso de la ofensiva lo llevarán las fuerzas de la Columna Libertad (en combinación con la Brigada Catalana y Brigada Sabio) que avanzarán a lo largo de la Ciudad Universitaria hasta lograr las posiciones del perdido cerro Garabitas y avanzar un kilómetro más hacia el sur. Tras este avance la XI Brigada Internacional desde Húmera progresará hasta el Campamento de Ingenieros (Retamares), a la izquierda de López Tienda se ubica la 4.ª Brigada Mixta que se encontraba destacada en la Estación del Norte en reserva ocupando el puente de los Franceses y de Segovia. La llegada de la Columna de Durruti a Madrid el mismo 15 de noviembre a las 9:00 de la mañana procedente de los frentes de Aragón, aporta entre 1400 y 1800 hombres al frente de la Casa de Campo. Durruti solicita desde los primeros instantes a la Junta las posiciones más comprometidas del frente. Se decide ubicar la columna en el sector del Clínico y se le asignó misiones para el día 16. La Columna de Durruti se asocia con la Columna Libertad y que se incorporó al frente de Madrid el día 13 de noviembre, en la Facultad de Ciencias. Ambas columnas se encargarán de defender posiciones entre las Facultades de la Ciudad Universitaria.

## Segundo asalto: entrada en el Campus
La orden de Varela fue transmitida por Yagüe a Asensio el día 14, quien respondió: «Mañana pasaré el río, con carros o sin carros». A las ocho y media de la mañana del 15 de noviembre desde el Edificio de Firmes Especiales en la carretera de Castilla se produce un asalto de infantería con fuerte apoyo de blindados. El observatorio militar ubicado en la azotea del edificio Carrión comunica este avance al Estado Mayor de la Defensa de Madrid, sorprendiendo a las posiciones defensoras que se encontraban preparando su propio asalto. El avance fue acompañado de una fuerte batida de artillería. La infantería asaltante se dirigió al puente Nuevo (o de Castilla) con la intención de vadear, sin embargo la defensa de la posición fue encarnizada por parte de las tropas del comandante Romero. Los continuos asaltos hicieron que ya, al mediodía, se viera comprometido el puente. De tal forma que a esta hora Vicente Rojo decide volarlo. Cada batida de las tropas de Asensio coincide con un fuerte contraataque de las posiciones defensoras. El constante forcejeo causa un elevado número de bajas en el bando atacante, y el objetivo de lograr entrar en el núcleo urbano se desvanece poco a poco.

### El vadeo del río Manzanares
Los carros de combate atacantes se abrieron paso a través de un boquete abierto en el muro fronterizo de la orilla derecha del Manzanares, boquete de aproximadamente cuatro metros abierto por la dinamita, allí quedaron encallados en el fondo de arenisca del río. El avance asaltante queda detenido al embarrancarse las orugas de todos los blindados en el lecho arenoso del río, un total de dieciocho carros de apoyo a la Columna. El forcejeo de ambos bandos duró durante gran parte de la jornada. Por la tarde, algunos soldados del Tabor III de Regulares de Tetuán procedente de la columna de Asensio cruzan finalmente el río. Logran vadear el Manzanares a la altura del picadero del Club de Campo y a través de la actual Avenida de Séneca repelidos por el fuego enemigo se dirigen a la Ciudad Universitaria. El asalto se produce a gran velocidad, la idea es ocupar la Escuela de Arquitectura. Este ataque produce una situación de pánico en la Columna Catalana (Libertad-LópezTienda) destacada en la Ciudad Universitaria. La columna "Libertad-López Tienda" (Columna Marxista llegada desde Cataluña) se había retirado de improviso y no había sido reemplazada. La noche paraliza el avance atacante que se hace fuerte en el edificio de Arquitectura. Las bajas en el bando atacante no puede determinarse con precisión este día debido a los problemas de evacuación.
A lo largo del día 15 las fuerzas defensoras acantonadas en la estación del Norte se dirigen a la carretera de La Coruña y tienen como objetivo ocupar los edificios del campus, haciéndose fuertes en ellos. Al salir de su posición se encuentran en el Parque del Oeste con efectivos de la columna de Barrón que finalmente se retiran. La Junta de Defensa de Madrid se reúne esa misma noche del 15 al 16 y son conscientes del paso de unos 200 soldados de los tabores. El objeto de la reunión es la toma de decisiones que permita descongestionar el Campus. Para ello deciden solicitar ayuda a las columnas de blindados soviéticos destinados en Aravaca. La idea es que asistan a las fuerzas de Durruti el día 16. La columna de Asensio fue reforzándose en Arquitectura a lo largo de esa noche. La reacción de las fuerzas leales a la República se concreta en una orden:

Mañana, día 16 (de noviembre), al amanecer, la Columna Durruti, partiendo del Asilo de Santa Cristina, realizará un reconocimiento ofensivo en la Ciudad Universitaria en dirección al Stádium, para rechazar al otro lado del río los elementos enemigos que hayan podido penetrar en dicha zona

A cuatrocientos metros al norte aguas arriba del puente de los Franceses los zapadores de las tropas asaltantes tienden los mojones de la pasarela de la muerte, denominada así por las bajas que causa su paso al estar entre el fuego cruzado de los soldados defensores del puente de los Franceses y del de San Fernando. Esta débil pasarela será el único punto de comunicación de la avanzadilla con el resto del ejército en la Casa de Campo. Esta pasarela será la primera de casi una veintena más que se tenderían a lo largo de casi tres años. El objetivo asaltante para el día 17 es la entrada de las tres columnas en los bloques de edificios ubicados en las cercanías del Parque del Oeste.
Este mismo día entra en combate los cazas soviéticos Policarpov I-16 Mosca (eran denominados ratas por los ejércitos atacantes), la situación se equilibró en el aire. A pesar de ello no se evitó el intenso bombardeo de los días posteriores. El ejército defensor muestra como novedad la aparición de piezas de artillería del 77, así como la incorporación de la 2.ª Brigada Mixta (Martínez de Aragón) y algunas unidades del Quinto Regimiento que se sitúan en la Dehesa de la Villa como reserva. Se ordena el refuerzo de la Ciudad Universitaria haciendo que la II Brigada Internacional comandada por el general Paul Lukács se traslade desde su reserva de Chamartín de la Rosa a la zona caliente del campus.

### Lucha por las facultades
En la Casa de Velázquez se instaló un par de días antes una compañía de brigadas internacionales de polacos (batallón Dombrowski) perteneciente a la XI Brigada. Las Brigadas Internacionales se encontraban parapetadas en los edificios de las diversas Facultades del campus, el enfrentamiento entre la columna de Asensio y las Brigadas Internacionales era obligatorio. El día 16 de noviembre las tropas de Asensio avanzan en oleadas comenzando por tomar la Casa de Velázquez tras un intenso combate, aniquilando a sus defensores. El avance atacante en cuña logra posteriormente la Escuela de Ingenieros Agrónomos ya en desconexión con los centros de su propio comando y control ubicado en la retaguardia de la Casa de Campo. Poco después de que los hombres de Asensio lograran hacerse además con la Facultad de Filosofía y Letras, los contingentes franco-belgas o alemanes de la XI Brigada Internacional irrumpieron en el edificio y combatieron a los rebeldes con granadas y bayonetas de rellano en rellano por el interior del edificio. Esta lucha convierte en parapeto a una de las mejores bibliotecas de aquel entonces en España, contaba con 15 000 unidades. El cuartel general de la brigada quedó instalado en la Facultad de Filosofía y Letras. La lucha en esta facultad duró varios días después y a través de las aspilleras hechas con libros se defendía este sector con fuerza. La Junta para la Defensa de Madrid propone coordinar las fuerzas defensoras de la Universitaria con las órdenes del coronel Alzugaray.
El contraataque de la Columna Durruti del día 16 se ve entorpecido por el intenso avance de tropas enemigas con eje de avance desde las Facultades hacia el Clínico. Mientras la columna de Asensio se enfrenta con las tropas defensoras en las Facultades, a las tropas de Serrano les era preciso antes atacar previamente el Asilo de Santa Cristina para lograr el Clínico y desde allí acceder a la ciudad. La columna de Durruti se aposta en la Escuela de Odontología y las facultades de Medicina y Farmacia siendo diezmada en el Asilo de Santa Cristina en una encarnizada defensa. El 17 la Columna Durruti pierde la posición, retrocediendo posiciones hasta el Clínico. El constante retroceso de posiciones en la Columna Durruti y la lucha contra las trompas de Asensio hasta el 19 (día de la herida de muerte de Durruti) causará un intenso desgaste en ambos contendientes. La lucha en cada edificio de la Ciudad Universitaria resulta ser un sangriento combate, donde se combate planta a planta.
Se produce un bombardeo aéreo sobre la ciudad de Madrid a gran escala, cada día a partir del 16 hasta el 20, en él se ve afectado barrios obreros de Madrid y las zonas de combate en la Moncloa. El día 17 de las tres columnas atacantes en sector universitario la más castigada es la de Asensio (suman en total las tres columnas 2000 hombres frente a los 11 000 defensores). La Columna de Delgado Serrano sufre casi 250 bajas. Dado que el avance inicial fue exitoso las columnas asaltantes ahora deberían avanzar por el peligroso casco urbano, algo que se intenta una y otra vez con numerosas bajas. En el otro lado del frente, el acoso en la zona del río es muy intensa y el objetivo de las tropas republicanas es embolsar a los asaltantes que han ingresado en el campus, con ello se intenta evitar el paso restante de tropas desde la Casa de Campo. El puente de los Franceses y el Parque del Oeste, por un lado del río, y las tropas de Puerta de Hierro junto con el puente de San Fernando, por otra. Ambas protagonizan un intenso ataque con el objeto de cortar la cabeza de puente en el campus.

### La pasarela de la muerte

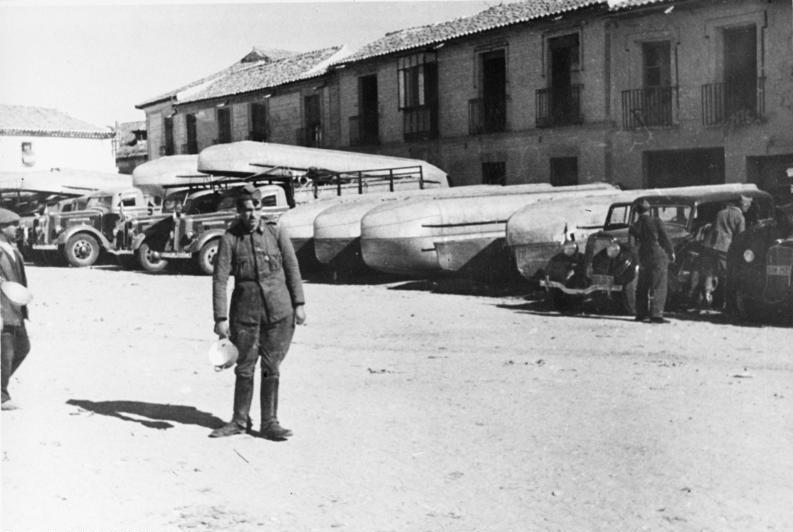
Pontones preparados para ser colocados en el Manzanares y aumentar la afluencia de tropas atacantes en la Ciudad Universitaria.

Tras el paso del Manzanares las tropas atacantes ocuparon una zona de 800 metros de longitud, aguas arriba del puente de los Franceses. Tras el paso fue necesario establecer por la noche una pasarela que alimentara con tropas y material logístico (munición y víveres) a los asaltantes. En su construcción inmediata intervino una unidad de pontoneros de Zaragoza, esta precaria pasarela obtuvo la denominación de "pasarela de la muerte". Su apodo era debido a que el puente quedó ubicado en una zona que permitía ser batido por ametralladoras republicanas ubicadas a unos seiscientos metros aguas arriba. Según la jerga de la época a los soldados que pasaban por el día se los denominaba "pasaos"; su paso era realmente arriesgado. Por la noche, al amparo de la oscuridad, se solía utilizar los pontones y largos convoyes de mulas hacia la Ciudad Universitaria iban cargadas con material sanitario, munición, víveres y material de fortificación. De la Ciudad Universitaria salía por la "pasarela de la muerte" los heridos en camillas. Esta pasarela se hizo vital en el mantenimiento del frente del campus. Los heridos en combate no podían ser desalojados por la pasarela de día, debían ser evacuados al amparo de la noche. Muchos heridos morían en el campo de la Ciudad Universitaria, esperando la noche para ser trasladados a los hospitales de campaña al margen derecho del Manzanares.
Debido al intenso tráfico que surgió, a los pocos días, otra unidad del Batallón de Zapadores de Sevilla realizó otro puente un pocos metros aguas arriba. Llegando a un total de cuatro puentes a lo largo de la contienda, cada uno de ellos con un sentido único y favorecer el flujo logístico. El transporte de material se hacía de noche a través de la Casa de Campo por la brecha realizada en el muro a la altura del arroyo de Meaques, y por un laberíntico pasaje de pistas a través de la Casa de Campo, y tras una hora de tortuoso viaje, se llegaba definitivamente a las pasarelas. La curva antes de llegar a las pasarelas se encontraba también batida por las ametralladoras y era denominada igualmente "la curva de la muerte". Los puentes estuvieron operativos hasta que en enero de 1937 una riada se los llevó, volviendo a ser reintegrados de inmediato por una unidad de Zapadores de Valladolid que los construyó con pilotes. Estos puentes eran batidos a menudo por ametralladoras e incluso fueron objetivo de la artillería en posteriores ofensivas como la del 9 de abril de 1937, que destruyó de nuevo los puentes. A lo largo de los años 1937 y 1938 se llegó a pensar en el uso de teleféricos y túneles por debajo del río, pero fueron desestimados. Los bombardeos republicanos para destruir cualquier sistema de puentes fue continuado durante los dos años y medio de la contienda, se solía bombardear con mortero desde el Cuartel de la Montaña (17,40 mortero Mata) o desde la Puerta de Hierro (un 12,40 ruso).

### Establecimiento del frente: el vértice del Clínico
El día 17 de noviembre se produjo el segundo momento decisivo del avance de las tropas atacantes. A primera hora de la mañana la aviación atacante castiga la zona de paseo de Rosales, Moret y las dos orillas del Manzanares. La columna de Asensio desde la Escuela de Agrónomos tomó el Asilo de Santa Cristina y atacó por primera vez el Hospital Clínico, edificio en cuyo interior se luchó de forma encarnizada. El Hospital Clínico se ubica en un cerro y su dominio proporciona ventajas en el avance de otras oleadas y dominar finalmente Madrid y toda la meseta del campus. La columna n.º 3 (Delgado Serrano), desde el estadio de operaciones ocupó la Fundación del Amo, la Residencia de Estudiantes y el Instituto de Higiene (Actual Edificio del Rectorado). Los combates fueron cruentos, siendo heridos el teniente coronel Delgado y el comandante Mizzian del Grupo de Regulares Indígenas de Alhucemas. Las edificaciones sucesivas fueron conquistadas: la Residencia de Estudiantes, la Fundación del Amo y el Instituto de la Higiene.
Ese día, Miaja y Vicente Rojo, de visita presencial en la cercana Cárcel Modelo, asistieron a una desbandada de la «Columna Catalana» (posiblemente también la de López-Tienda) en el parque del Oeste, que de forma providencial contuvieron, ya que los hombres que huían reconocieron a Miaja y volvieron de nuevo a la defensa. Durante el 17 se bombardea con intensidad el Hospital Clínico, los alrededores del Instituto Rubio (en la actualidad Clínica de la Concepción) y las Facultades de Derecho y Filosofía y Letras, la Estación del Norte, el Cuartel de la Montaña, el Campo del Moro y la Cuesta de San Vicente.
En el Clínico aún se luchó con dureza durante varios días después (30 de noviembre). Se luchaba en las galerías y naves de su interior. Al igual que anteriormente en los edificios de los Carabancheles se empleaba el método del «picazo» mediante un par de soldados actuando colaborativamente, uno practica una abertura en las paredes hasta que otro introduce la boca de su ametralladora, disparando en su interior. La lucha se produce entre las habitaciones. La conquista del Hospital Clínico representó el máximo avance del ejército atacante en la batalla de la Ciudad Universitaria. Aquel mismo día 17, algunas fuerzas de Tabores irrumpieron de nuevo en la plaza de España y causaron escenas de pánico en las calles de Madrid a lo largo de la Gran Vía. Esta incursión pronto fue abortada desde posiciones milicianas que se reforzaron en la zona.
En este día el poder ofensivo de las columnas atacantes estaba exhausto. El número de militares atacantes en la zona no superaba los 2000, mientras los 11 000 de las defensivas. Las fuerzas atacantes combinaron, junto con los últimos avances del día 17 con un supremo esfuerzo para quebrantar la resistencia de Madrid por medio de bombardeos aéreos. Durante el atardecer cayeron en una hora un par de millares de bombas en el centro de Madrid. Fueron alcanzados hospitales y bocas del Metro. La metralla se abría paso los espacios abiertos, como la plaza de España. Algunas bombas incendiarias provocaron fuego en los barrios obreros. Se emplearon con preferencia las bombas incendiarias ya que se consideraban que el fuego era el medio más eficaz para extender el pánico, y aquella noche los bombarderos, en oleadas de diez o doce cada vez, guiados por los incendios, soltaron diferentes oleadas de bombas sobre las calles. Madrid carecía de refugios y apenas tenía cañones antiaéreos de defensa.
Se amplia el terreno avanzando en varios puntos hasta el Hospital Clínico (este último mantenido por los milicianos anarquistas), pero también hasta el Instituto de Higiene. El día 17 Franco decreta el bloqueo marítimo de los puertos bajo influencia republicana, amenazando con hundir todo aquel buque extranjero que no lo acatara. La cuña de penetración, cuyo vértice se encuentra en el Clínico, se irá reforzando los días posteriores.

#### Día 18 de noviembre: el Palacete de Moncloa
Los bombardeos aéreos del 18 de noviembre sobre diferentes zonas urbanas de la capital se suceden constantemente, día y noche. Durante varios días, en los casi destruidos edificios universitarios las fuerzas oponentes conservaban diferentes pisos, gritándose insultos a través de los muros y arrojándose granadas de mano por las ventanas y los huecos de las escaleras. La confusión de la batalla es tal que no se sabe con certeza cuál es el frente y dónde se encuentran los atacantes o los defensores. El Clínico es una de las posiciones más disputadas por ambos bandos, se luchaba cuerpo a cuerpo, con armas blancas tras agotarse las municiones. Este día entra en combate la XII Brigada Internacional (a cargo del general Lukács) que substituye a la XI Brigada en retirada. Las noticias internacionales anuncian la entrada de las tropas sublevadas en la Ciudad. Muchas de las calles del barrio de Arguelles hasta plaza de España, junto con el paseo de Rosales se convierten en barricadas: llenos de piedras y sacos terreros. Se hace prácticamente imposible circular por las mismas. Rafael Alberti lo menciona en un poema: "Las barricadas impiden las esquinas". Se realiza un intenso ataque al Palacete de Moncloa y sus dependencias anejas, se pretende ensanchar la cuña y amortiguar los devastadores efectos que producen en los asaltantes las tropas que provienen del El Pardo. El Palacete era una posición importante debido al intenso fuego que se realizaba desde su posición a las tropas que vadeaban el río.
En la ciudad se acumulan miles de heridos procedentes del frente, el alcalde en funciones (Cayetano Redondo) pide permiso a la Junta de Defensa de Madrid para que se excaven fosas comunes y poder enterrar allí mismo los muertos que se acumulan en el campo de batalla. No existe un claro frente definido, las noticias e informaciones procedentes del área al Estado Mayor de la Defensa de Madrid son confusas. Las tropas atacantes no pueden desalojar bajas por la "pasarela de la muerte" y muchos heridos mueren en el campo de batalla. En la Facultad de Filosofía y Letras se lucha con intensidad. En el Estado Mayor se contempla la posibilidad de retirar la columna de Durruti del frente, los milicianos de la Columna López-Tienda se integran en la 5.ª Brigada Mixta. Alemania e Italia reconocen este día 18 haciendo público internacionalmente como legítimo el Gobierno del general Franco. La Columna Durruti se prepara durante la noche para realizar un asalto al sótano y primeras plantas del Clínico, se verá reforzada con milicias cenetistas. Las dudas sobre la efectividad militar de la Columna trascendía a diversos miembros de la Junta de Defensa, esta situación se traducía en un ambiente tenso que presionaba a Durruti. Las tropas africanas de los asaltantes ya no son adecuadas para este tramo de la batalla, como tampoco las milicias anarquistas para los defensores. En la Junta de Defensa se estaban obrando cambios políticos debido a la continua llegada de material militar proveniente de la URSS. En el bando asaltante la legión comienza a tener un mayor protagonismo.

#### Día 19 de noviembre: Durruti resulta herido
El 19 de noviembre el silencio en los frentes de la Ciudad Universitaria se ve apagado por los gritos de dolor de los numerosos heridos en ambos bandos. Durante el intenso bombardeo aéreo de Madrid de los días anteriores se ve afectado el Palacio de Liria (propiedad de los duques de Alba). El batallón Garibaldi substituye al debilitado batallón Dabrowski a lo largo de la cuenca del Manzanares y de la Puerta de Hierro. El batallón Thälmann substituye al de André en la Ciudad Universitaria. El batallón de Edgar André fue el primer batallón internacional que se formó en Albacete (22 de octubre de 1936) y había sufrido fuertes bajas.
La lucha del Clínico era caótica, los capitanes anarquistas quieren abandonar el Clínico y el coronel Alzugaray (a cargo de la defensa en la Universitaria) estalla en cólera y amenaza con detener a los capitanes. Durruti se entera en Madrid que sus hombres quieren abandonar a toda costa el Clínico mientras se encontraba reunido en un comité, y para dirigirse inmediatamente hacia allí solicita un coche con conductor. A las 2:00 p. m. justo al salir del coche fue mortalmente herido a las puerta del Hospital Clínico el líder anarquista Buenaventura Durruti (junto al edificio Junta Municipal de Moncloa). Durruti, que días antes se mostraba enfurecido por la mala actuación de sus hombres, les exigió que hicieran sacrificios y que borraran esta vergüenza. Existen cuatro versiones de la muerte de Durruti: en la primera se menciona que fue herido por una bala perdida del enemigo destacado en el Clínico, la que surge de los rumores menciona que la bala podría venir de sus propios hombres batidos en retirada, la tercera que menciona haber sido disparado por un miliciano comunista y la cuarta que él mismo se disparara sin querer con la ametralladora ("naranjero" en el argot de la época) al salir del coche. La última persona que le asiste es su colaborador Ricardo Rionda. Este asturiano le acompaña y le oye pronunciar como últimas palabras antes de recibir el disparo: "demasiados comités". El chófer de Durruti, Clemente Cuyás, reveló sesenta años después que fue una muerte accidental, disparándosele fortuitamente su propio fusil mientras discutía con uno de sus ayudantes.
El Clínico, ubicado en lo alto de una loma, se extiende tras una amplia zona de nadie, los primeros edificios de Moncloa y Argüelles se encuentran a 400 metros. En este entorno se produjo el incidente. La conquista del Clínico y del cerro Garabitas se convertirá en una obsesión durante esta batalla.

#### Día 20 de noviembre: lucha en el Clínico
En la madrugada del día 20 Durruti muere en el Ritz de Madrid, hotel que se había equipado como un hospital de sangre para las tropas catalanas destacadas en la ciudad. El cirujano José Santamaría no logra salvar la vida del líder anarquista. Se oculta inicialmente la noticia de la muerte unas 24 horas, pero el rumor corre pronto por las calles de Madrid. En la Junta se discute el desarme de la columna catalana de Durruti. El anarquista Ricardo Sanz le sustituye y llega a Madrid en la mañana del día 21. De los 1800 milicianos, un tercio ha caído muerto o herido, al final solo unos centenares se quedan en el frente de la Ciudad Universitaria. El resto abandona Madrid y regresa a los frentes de Aragón y Cataluña en los días posteriores. Esa misma tarde del día 20 es sentenciado a muerte y fusilado el líder falangista José Antonio Primo de Rivera en el patio de la cárcel de Alicante, la noticia se ocultó durante algún tiempo en el bando franquista.
El combate en la Ciudad Universitaria se centra en el Clínico. La Brigada XII luchó hasta el día 27 de noviembre, fecha en la que fue reemplazada de nuevo por la Brigada XI reforzada con nuevos efectivos. Este mismo día las tropas de Asensio se ven reforzadas con la llegada de nuevos efectivos, toma el Edificio de la Junta Constructora de la Universitaria ubicada en las cercanías de la plaza de la Moncloa. Se pretendía un asalto a la Modelo, pero las posibilidades tácticas comenzaban a agotarse. Las calles de Argüelles estaban prácticamente taponadas con abundantes y voluminosos parapetos, el asalto por la ciudad era impracticable. Los asaltos al Clínico se acaban convirtiendo en una lucha por sus laberínticos pasillos y quirófanos hasta que se van extinguiendo sin saber como avanzar a partir del edificio.

#### Día 21 de noviembre: cese del avance
Se concentran ya casi tres mil efectivos atacantes en el margen izquierdo de la orilla del manzanares, repartidos entre los diferentes edificios tomados de la Ciudad Universitaria. La lucha es tan intensa que muchas unidades se desmoronan, el batallón Cuenca en el lado republicano abandona el frente este mismo día regresando a su tierra. Vicente Rojo anuncia en una reunión de control a la Junta de Defensa de Madrid que escasean municiones básicas, las acciones de reconquista del cerro Garabitas han sido infructuosas. La Casa de Velázquez arde y el Clínico es retomado de nuevo. El día 21 las posiciones se han fijado y ya no se producirán avances significativos por parte de las tropas asaltantes. La sensación en la Junta para la Defensa de Madrid es la de haber detenido el frente atacante. A pesar de todo los asaltos y las contra-ofensivas se mantenían por uno y otro bando.

#### Día 22 de noviembre: combate en el río
Las tres cuartas partes de la Ciudad Universitaria se encontraba en poder de las fuerzas atacantes. La batalla por Carabanchel se hace casa a casa, piso a piso. La confusión en la zona es tal que no se saben las demarcaciones. Las escaramuzas tácticas se van agotando poco a poco en todos los frentes. En el frente de Usera, en las trincheras defensivas muere el 22 de noviembre el escultor Emiliano Barral participando como miliciano. A su memoria dedicó Antonio Machado unas poesías. El fotógrafo Robert Capa regresa a Madrid. Se empieza a fortificar la segunda línea defensiva de la ciudad. Entre los asaltos más relevantes se encuentra el realizado a la Casa de Velázquez por milicianos.

### La reunión de Leganés
El 23 de noviembre se produce una reunión de importancia en el Cuartel de Ferrocarriles de Leganés del Estado Mayor a la que acude por primera vez Franco, a dicha reunión acuden los generales Mola, Saliquet, Varela, el objetivo de la reunión era el de revisar el estado de la situación. En el transcurso se plantea una nueva estrategia que consiste en la renuncia al ataque frontal a la ciudad y dejar de tomar Madrid como primer objetivo militar. Esta renuncia pasaba por estabilizar el frente y aceptar como consecuencia una prolongación de la Guerra Civil que se convertiría en una guerra de desgaste. Esta reunión se tradujo en que la batalla de la Ciudad Universitaria se había cesado como empuje frontal quedando en un estado de frente permanente y la "Defensa de Madrid" tomaría a partir de entonces nuevos escenarios bélicos desplazados al noroeste de la ciudad. La idea de aislar Madrid mediante maniobras envolventes hace que se desplace el centro de gravedad de la confrontación en diciembre con las batallas de la carretera de La Coruña, continuó después, en febrero de 1937, con la batalla del Jarama y, finalmente, en un último intento de abordar Madrid en marzo de 1937, con la batalla de Guadalajara mediante las tropas italianas. Por razones de prestigio, el general Franco decidió mantener sus fuerzas en las posiciones más avanzadas que habían alcanzado, en vez de retirarlas a mejores líneas de asedio. El centro de mando avanzado de las tropas atacantes se situó en la Escuela de Arquitectura debido a que era el primer edificio al que se accedía desde la Pasarela de la Muerte. El mantenimiento del frente supuso una nueva modalidad de guerra, desconocida hasta entonces: la guerra de minas.

## Establecimiento del «Sector de Vanguardia»

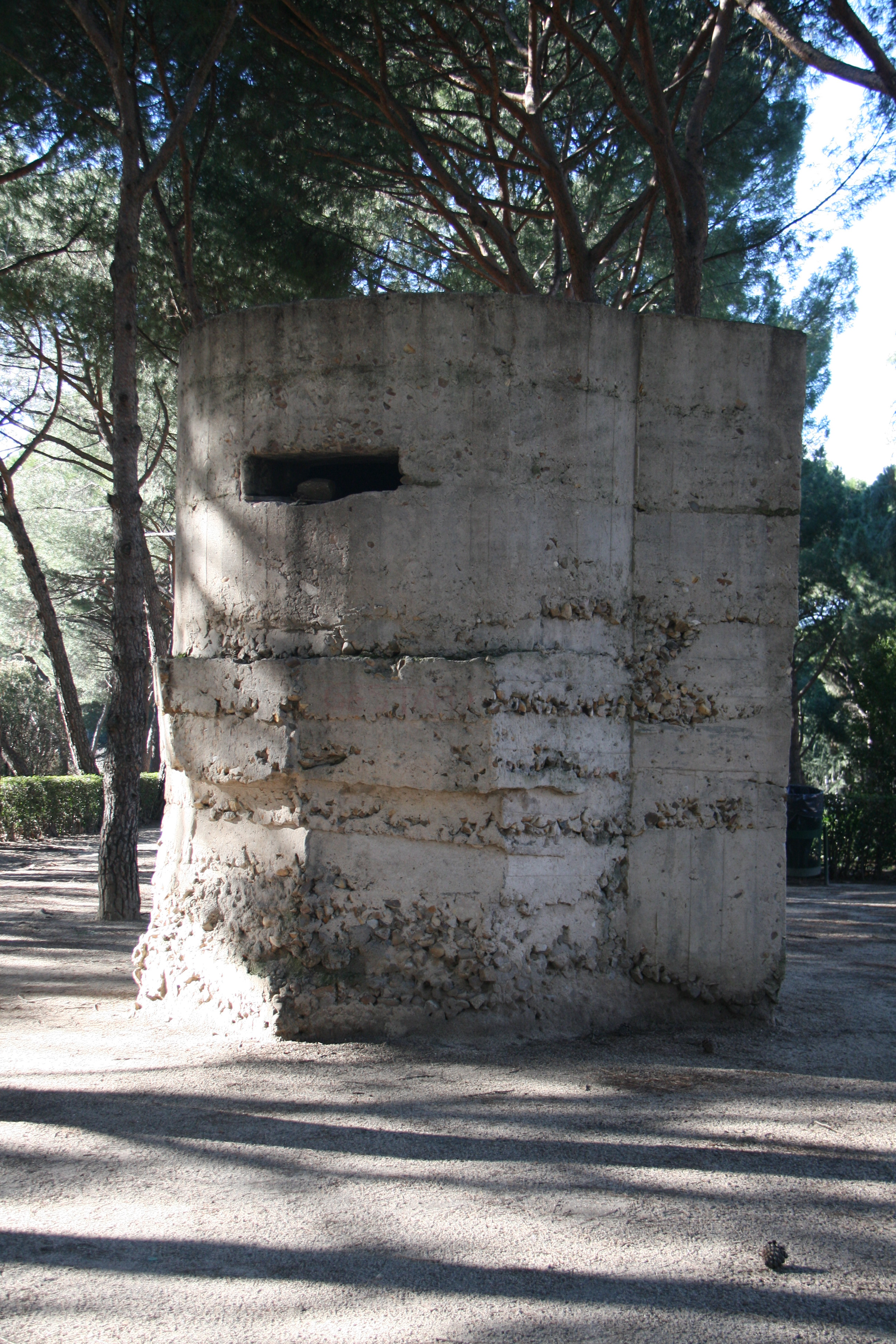
Búnkeres ubicados en el sector franquista del parque del Oeste paralelos a la avenida de Séneca. Su establecimiento a partir del 23 de noviembre muestra un nuevo estado más estático de la batalla.

Tras el día 23 de noviembre, fecha en la que tuvo lugar una reunión en Leganés, la batalla cobró tintes de resistencia empleando tácticas de guerra estática. Se empezaron a cavar trincheras, a fortificar posiciones. La zona del ejército atacante se comunicaba logísticamente mediante la pasarela de la muerte que se comunicaba con las posiciones de retaguardia de la Casa de Campo. Las tropas asaltantes se quedarían con el Clínico (Vértice del frente), el Asilo de Santa Cristina, el Instituto de la Higiene, la zona de Residencias (paralela a la Av. de Séneca), las Escuelas de Agrónomos y Arquitectura, la Casa de Velázquez y el Palacete de la Moncloa. Sobre la intensidad de la batalla, que en algunos sectores continuaba viva se puede ver por la herida mortal que recibe Fernando Barrón Ortiz en el Clínico el día 24 al instalar una pieza artillera que iba a batir la calle de Isaac Peral.
El Instituto Rubio quedó completamente destrozado (quedó tras la batalla, tan sólo la piscina), nada de él quedaría tras la guerra. La misma suerte corrió el Instituto Príncipe de Asturias y el Instituto de la Higiene (Actual edificio del Rectorado). El establecimiento de trincheras en ambos bandos puede consultarse en mapas de trincheras específicos elaborados en 1940, en la actualidad se encuentran ubicados en los fondos del Museo del Ejército de Toledo.

### Cambio de estrategia asaltante
Los días posteriores al 23 de noviembre se desplaza el centro de gravedad de las ofensivas, el objetivo ahora es aislar a la capital cortando las comunicaciones por el Oeste atacando a lo largo del eje viario de la carretera de La Coruña siendo el objetivo el de eliminar el nudo de comunicaciones con las tropas defensivas destacadas de la sierra madrileña. Los combates sobre la Carretera de la Coruña se desarrollan a finales del año 1936 en dos fases: la primera batalla de la carretera de La Coruña (finales de noviembre de 1936) y la segunda (diciembre de 1936). En ambas batallas las tropas de Varela ganan fortaleza táctica protegiéndose todo el flanco izquierdo de los asaltos republicanos provenientes del sector de Pozuelo. Se colocaron cañones antiaéreos en Pozuelo y Aravaca, de esta forma la aviación republicana volaba más alta y acosaba menos las posiciones atacantes.
En el Jarama en febrero del año 1937 y en Guadalajara en marzo de 1937. Quedando frenado el avance sobre Madrid. La batalla cedió en intensidad pero continuó hasta el fin de la Guerra, algunas de las tropas fueron desplazadas, por ejemplo la XI Brigada fue destinada a otros frentes y la defensa de la Ciudad Universitaria fue encomendada al llamado batallón "Comuneros de Castilla" integrado en la 40.ª Brigada Mixta, integrada ésta dentro de la 7.ª División. En el frente asaltante se pone la columna de Bartoméu a cargo de la Casa de Campo.

### La Guerra de Minas

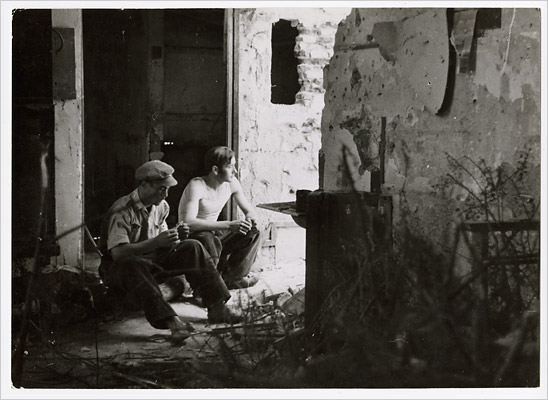
Dinamiteros republicanos, en Carabanchel, alrededores de Madrid, junio de 1937.

La estabilización del frente en el área de la Ciudad Universitaria y Moncloa trajo una nueva situación de combate. Ambos ejércitos crearon un laberinto de trincheras y de alambradas a lo largo del campus universitario. Se iniciaron las construcciones de más fortificaciones y trincheras, refugios, caminos de evacuación, etc. La situación quedaría de tal forma que las tropas rebeldes se alojaban en una avanzadilla de la Ciudad Universitaria con el Manzanares a su espalda conectados por una especie de puente que denominaban la "pasarela de la muerte", detrás la Casa de Campo. La distancia media entre los dos frentes era de unos escasos cincuenta metros. Se situaron en las ruinas de los edificios el Clínico, el Asilo de Santa Cristina, el Instituto de la Higiene de Alfonso XIII, la zona de residencias universitarias del campus, las Escuelas de Agrónomos (ganada a las tropas de Durruti) y de Arquitectura, la Casa de Velázquez (defendida hasta el final por el batallón Dombrowski) y el Palacete. El resto de los edificios de la Ciudad Universitaria pertenecieron a la zona republicana, como la Facultad de Filosofía. El general Kléber mantuvo en esta Facultad, hasta su relevo, el Cuartel General de la XI Brigada Internacional; también los edificios de las facultades de Farmacia, Medicina y Odontología que se mantuvieron en el lado republicano hasta el final de la guerra. A partir de este instante el bando republicano construye minas subterráneas con el objeto de acercarse al bando atacante y lograr volar con ello las instalaciones donde se encuentran.
Una de las primeras voladuras se produce el 11 de diciembre de 1936 en el centro del ala sur del Clínico y utilizando un ramal del colector que bajaba por la calle Isaac Peral, el hornillo estaba a ocho metros de profundidad y dejó sepultados a cuarenta legionarios de la 4.ª Bandera. Tras la explosión se produce un intenso asalto repelido por las fuerzas destacadas en el Clínico. En enero de 1938 se vuelven a repetir las voladuras en el Clínico, el día 13 en el centro del ala oeste que entierra a 40 legionarios de la 6.ª Bandera, y dos el día 17 en los extremos del ala sur; el acceso se realizó en galería partiendo de las alcantarillas del colector del Canal de Isabel II más próximas al edificio. En febrero se extiende la actividad de Guerra de Minas al parque del Oeste y al frente de Carabanchel; el 18 de marzo estallan seis minas simultáneamente: una en la Fundación del Amo, otra en el Instituto de Higiene de Alfonso XIII, tres en el Clínico y una en Agrónomos. Su explosión va acompañada por un intenso ataque desde todos los frentes de la Ciudad Universitaria, finalmente las fuerzas destacadas repelen el ataque. En abril y mayo hay poca actividad que vuelve en junio; en agosto las tropas rebeldes inician el trabajo de contraminas mediante pelotones de zapadores. El día 17 de junio y el 3 de julio se procede a volar galerías republicanas cercanas al Palacete de la Moncloa. En septiembre crean la primera unidad de minadores franquistas reforzada en diciembre con la creada en el asedio de Oviedo. Nace de esta forma una nueva modalidad de combate que se extiende a otros frentes dentro del conflicto armado español.
A pesar de esta nueva modalidad de guerra subterránea, las voladuras en el Clínico continúan. El día 21 de junio de 1937 explotan tres minas, y dos el 28; el 6 de julio otra en el pinar cercano y el 7 en el Palacete. Las contraminas rebeldes cortan galerías los días 12 y 13. El 27 de agosto comienzan nuevas voladuras en el parque del Oeste (seis) y en el Clínico (tres), quedan enterrados cerca de setenta soldados de las fuerzas rebeldes. A pesar de ello no se consigue un movimiento en los frentes. En septiembre se inician los ataques con minas en Odontología por primera vez desde el bando atacante, y que es contestado inmediatamente por los defensores en Agrónomos. Este edificio desaparece con las voladuras del 26 de octubre y 13 de diciembre. Se incorporan a las tropas asaltantes compañías especializadas de zapadores expertos en la nueva guerra de minas procedente del recién caído frente de Asturias (la ciudad de Oviedo). Esta compañía de Minadores del Batallón número 8 y la séptima, quedaron afectas a los respectivos sectores de Ciudad Universitaria y Carabanchel, no existiendo apenas vinculación entre una y otra. Las labores de escucha evitaron numerosas acciones a partir de finales de 1937. Algunas ofensivas tenían como objeto lograr superioridad en las comunicaciones subterráneas. A pesar de todo el 16 de agosto de 1938 una mina en el Sector Agrónomos-Academia de Música acaba con la vida de una treintena de minadores rebeldes.

### Dos años de asaltos
El frente de Madrid a comienzos del año 1937 tenía una longitud de 100 kilómetros. El frente completamente estático, tenía numerosas escaramuzas de todo tipo. Extraño era el día que no había un pequeño asalto, un fuego de fusil o un simple intercambio de lanzamiento de granadas de mano. Las batallas en el Clínico se habían prolongado hasta el 30 de noviembre. El bando asaltante asigna a comienzos de 1937 a Rios Capapé el puesto de mando que se establece en la Facultad de Arquitectura. Se divide la cuña defensiva de la universitaria en sectores. Se organizan las comunicaciones y se fortifican las trincheras. Desde la pasarela de la muerte hasta Arquitectura se excava una carretera a dos metros debajo de tierra.
El 10 de abril de 1937 se produjo un asalto generalizado a por parte de tropas republicanas a la zona denominada «Sector de Vanguardia», se intentaba comprobar la fortaleza del denominado dispositivo de defensa de las tropas allí acantonadas. Este intento dio lugar a la denominada batalla de la Cuesta de las Perdices en la que el ejército republicano asalta por primera vez a las tropas acantonadas de la 5.ª Bandera de la Legión.

## Final de la Guerra Civil y la Ciudad Universitaria
La defensa de Madrid duraría hasta el 28 de marzo de 1939, día en que el coronel Segismundo Casado entregó la ciudad a Franco. Muchas de las deserciones de habitantes de Madrid durante los días anteriores al 28 de marzo se produjeron en la zona de la Ciudad Universitaria. El día 27 el coronel Eduardo de Losas Camañas avanzó sus líneas ocupando el puente de los Franceses, los edificios de Odontología, Medicina y Farmacia, la parte del parque del Oeste no tomada y alcanzó el paseo de Rosales, la Cárcel Modelo y el Estadio Metropolitano. El día 28 se iban ocupando diversos edificios públicos y a las 13:00 el militar republicano Adolfo Prada Vaquero jefe del Ejército del Centro se presenta en el Clínico ante el coronel Losas para comunicar que la ciudad ya está en la calle celebrando el final. Le advierte de posibles focos de resistencia. De esta forma, el 29 de marzo la 16 división franquista entra por la Ciudad Universitaria, la 18 división lo hace por el puente de Toledo y la 20 división por la Carretera de La Coruña y la Casa de Campo. Ese mismo día se realiza una reunión en la que se hace entrega oficial de los edificios y servicios del pabellón de San Bernardo a la Falange. Al terminar la guerra se consideró la posibilidad de dejar la Ciudad Universitaria como campo de recuerdo de los años de lucha.

### Estado de la zona
Muchos de los edificios del campus sufrieron graves desperfectos debido a la intensidad del combate y a la participación de gran cantidad de proyectiles entre ambos bandos. Edificios como Fundación del Amo fueron destruidos (quedando a salvo tan solo la piscina), igualmente el Asilo de Santa Cristina que lo que quedaba fue dinamitado al acabar la guerra, el Instituto Rubio que fue completamente destruido durante los combates. En las fotos se puede ver como prácticamente desaparecieron todos los edificios antiguos con estructuras de ladrillo, mientras que los construidos de hormigón armado permanecieron. Los informes realizados posteriormente indicaron que la destrucción y daño fue mayor por la acción personal y directa del hombre que por los impactos de las armas bélicas.
Algunos de los edificios construidos en hormigón armado resistieron a pesar de la violencia de la artillería, este es el caso de la Residencia de Estudiantes, el Pabellón de la Junta y el Hospital Clínico. Algunos de ellos sufrieron desplomes parciales de su estructura, pero los daños no fueron tales que no se impidiese su reconstrucción posterior en 1940. El material del interior de algunos edificios fue parcialmente evacuado a otros edificios en el interior de la ciudad. No obstante en las Facultades de Filosofía y en la Escuela de Arquitectura al estar operativas al comienzo de la guerra no se evacuó las bibliotecas y su contenido se vio seriamente dañado (aún pueden observarse en la actualidad restos de metralla en algunos volúmenes). En algunas ocasiones los libros fueron empleados como parapeto. La retirada de libros no se pudo realizar del todo por falta de medios de transporte para su logro, completándose tan sólo en una quinta parte. El fondo bibliográfico que se pudo rescatar de estas facultades se trasladó al Hospital de Santa Cruz de Toledo. La biblioteca de Farmacia sufrió durante la Guerra, pero la de Medicina quedó intacta (gracias a las labores del jefe Enrique Rodríguez).
La Facultad de Filosofía y Letras poseía una inmensa biblioteca que fue empleada como parapeto de defensa. Poseía una colección de ciento cincuenta mil unidades que se recopilaban desde mediados del siglo XIX hasta el primer tercio del XX. Son numerosos los relatos de los brigadistas que atestiguan el uso de la biblioteca para este fin defensivo durante las primeras semanas. A partir del día 23 se realizaron algunas operaciones de salvamento sacando los libros de su peligrosa ubicación. Durante el año 1937, y paralelamente a la actividad militar que se desarrollaba en la universidad, comenzó la campaña del salvamento de algún millar de libros de la Facultad de Filosofía y Letras que aún pudieran recuperarse. Algunos intentos más se realizaron en el año 1938 en todos los casos se retiraron a la Biblioteca Nacional a través de la Junta Delegada de Incautación, Protección y Salvamento del Tesoro Artístico de Madrid y su provincia. Paralelamente, en la zona de la Ciudad Universitaria controlada por las tropas rebeldes se estaba desarrollando una operación similar a instancias de Modesto López Otero para intentar salvar de la destrucción la gran Biblioteca de la Escuela de Arquitectura. Durante los años de posguerra se hizo todo lo posible por recuperar piezas a la venta en el Rastro de Madrid o en la Cuesta de Moyano. En la actualidad los fondos de la Biblioteca muestran libros con rasgaduras, destrozados, divididos en partes.

### Restauración de la zona

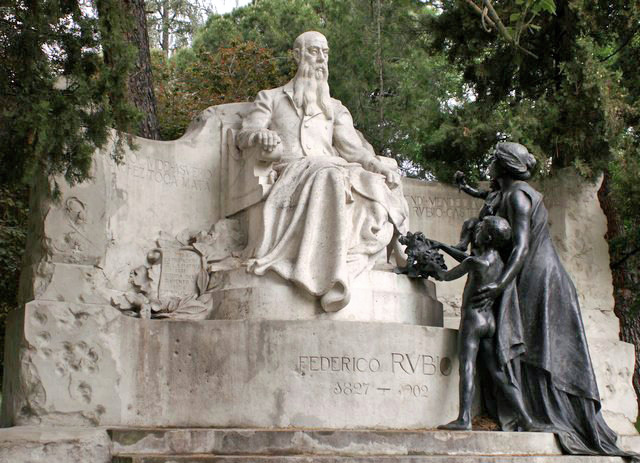
En ciertas zonas como este monumento a Federico Rubio, puede verse la huella de la Batalla (lado izquierdo del monumento).

Al finalizar la Guerra las operaciones de restauración de la zona quedaron en un segundo plano durante meses. Para un buen número de ideólogos del Movimiento Nacional fue idea de que gran parte de los edificios permanecieran como símbolo, en poema «permanentizado de la violencia». El «nuevo régimen» no accedió a esta propuesta de «morbo arquitectónico». Se barajó el retorno de los estudiantes a Alcalá de Henares pero finalmente se accedió a reconstruir la zona, aunque la decisión no fue del todo inmediata. El arquitecto Javier de Luque empieza, por iniciativa propia, a diseñar planes de rehabilitación y a redactar presupuestos. El encargado de informar de estos progresos a la Junta Facultativa de Construcciones Civiles (organismo dependiente del Ministerio de Educación Nacional) fue López Otero. El rector de la Ciudad Universitaria denuncia habitualmente el estado ruinoso del campus y el constante vertido de escombros por parte de camiones militares. Finalmente el 10 de febrero de 1940 se establece la ley de creación de la Junta Constructora de la ciudad Universitaria. Los primeros pasos se demorarían todavía unos meses y el 8 de abril se elegiría a López Otero y Pedro Muguruza Otaño como los arquitectos restauradores de la Ciudad Universitaria, si bien este último intervino poco en la labor de Otero. Tras elaborar un informe de daños (que define un 40 % de daños sobre las construcciones), se procede a construir y restaurar las facultades y las residencias. Para ello se toma como punto de partida los planos primitivos de comienzos de siglo que se repitieron con ligeras modificaciones. Las primeras tareas de desescombro se realizaron lentamente debido a la gran cantidad de explosivos y proyectiles sin deflagrar que existían entre los edificios. Se planificaron y se ejecutaron celebraciones multitudinarias, por primera vez en la Ciudad Universitaria, el 12 de octubre de 1943 el "Día de la Raza". En el vecino barrio de Arguelles se derrumbaron edificios como la modelo, la fábrica Gal, el conjunto de edificios de la Parisiana, la fábrica de cervezas el Laurel de Baco entre otros.
A finales del año 2008 un equipo del Departamento de Prehistoria de la Universidad Complutense de Madrid llevó a cabo prospecciones y excavaciones en los restos de la Guerra Civil en el Campus de Moncloa con el apoyo del vicerrectorado de Investigación. El destrozo realizado a diversos recursos de la Universidad hizo que en el año 1948 todavía se continuarán los trabajos de recuperación de volúmenes que aún yacían enterrados bajo los escombros. Muchos de los parapetos y búnkeres fueron volados tras el conflicto, y gran parte de las trincheras colmatadas. No obstante todavía permanecían en los edificios de la Ciudad Universitaria signos y huellas de la batalla: en las facultades de Medicina, Odontología y Farmacia se ven todavía numerosos impactos de proyectiles. Se notan menos en otros como la Casa de Velázquez, Escuela de Arquitectura y Facultad de Filosofía y Letras. En torno a la estatua de Federico Rubio y Galí, así como en los árboles que le rodean, en posiciones cercanas al puente de los Franceses. El editor Alfredo González Ruibal considera que hay que gestionar los restos como bienes culturales y elementos patrimoniales del campo de batalla de la Ciudad Universitaria.

### Reedificación y simbolismo

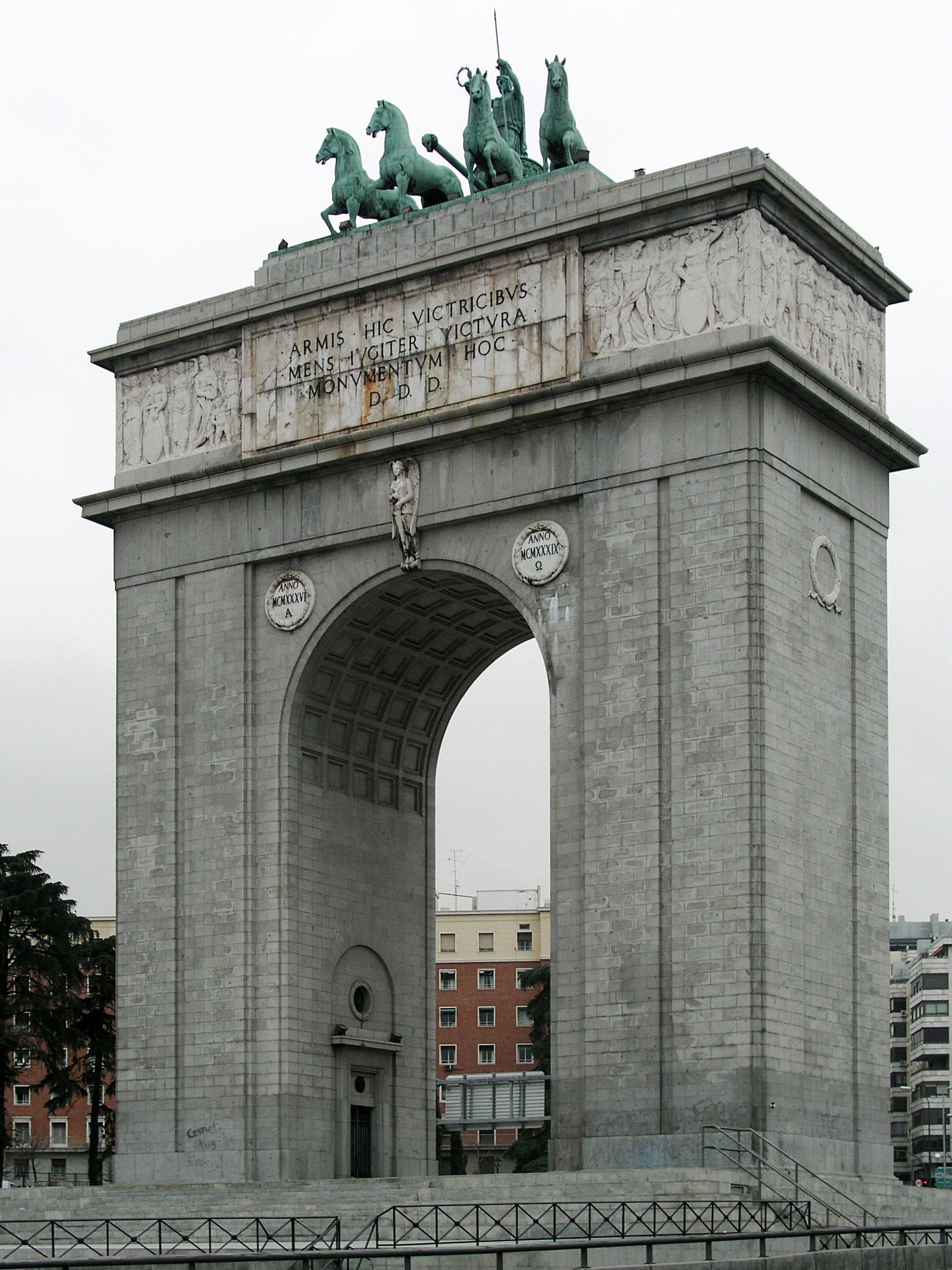
El Arco de la Victoria es el único arco de triunfo del mundo construido sobre el propio campo de batalla.

La zona de Moncloa, Arguelles y la Ciudad Universitaria tras la Guerra Civil poseían un aspecto desastroso. Apenas había edificios en pie durante esta zona, el barrio de Pozas destruido junto con los bulevares de la calle Princesa. La devastación alcanzaba a la plaza de España y el tercer tramo inconcluso de la Gran Vía. La intensidad de los bombardeos artilleros y de aviación de las fuerzas atacantes, tenían como objeto allanar la entrada a Madrid en caso de haber entrado en diciembre de 1936. La zona involucrada estaba dentro del radio de acción destructora de la artillería atacante (cuyas baterías se colocaron en el cerro Garabitas).
Al final de la Guerra era necesario por una parte restaurar, y por otra ubicar ciertos símbolos de los ejércitos vencedores. Los restos derruidos de la Cárcel Modelo de Madrid fueron dinamitados. La plaza de la Moncloa cambió su nombre a plaza de los caídos por Madrid. Esta plaza es una de las principales entradas de Madrid, la carretera de La Coruña con su gran caudal de tráfico hace su entrada por ella. Es por esta razón por la que decidió, a comienzos de 1942, la Comisión Permanente de la Junta de la Ciudad Universitaria erigir un arco de triunfo que recordase la victoria. Se coloca entonces el Arco de la Victoria durante los años de la autarquía en la avenida de entrada principal a la Capital, perpendicular a la Avenida Séneca, lugar de penetración de las fuerzas rebeldes. De la misma forma se establece el 29 de mayo de 1949 un concurso arquitectónico para ubicar un edificio-monumento homenaje a los "caídos por Madrid" este edificio se Monumento a los caídos por Madrid (actual sede de la Junta Municipal del Distrito de Moncloa-Aravaca).

## Participación internacional

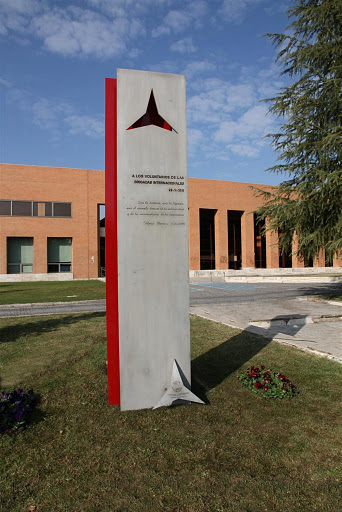
Monumento en honor a las Brigadas Internacionales, actualmente ubicado en Ciudad Universitaria, concretamente frente al Instituto de la Higiene (actual edificio del Vicerrectorado)

El apoyo internacional se mostró abiertamente a lo largo de la batalla en ambos bandos. Hubo intentos en 1936 para frenar la escalada de intervención en ambos bandos, una de ellas denominada Comité de No Intervención (Pacto de Londres) fracasó.

### Tropas asaltantes
El apoyo de Alemania se hizo efectivo con el envío de material bélico de todo tipo gracias a los acuerdos de Adolf Hitler. Desde el principio se materializó en la legión Cóndor fundada en noviembre tuvo una evolución en material bélico de todo tipo. El inicio iría desde un contingente de unos 3800 hombres que podría haber llegado a 5000. El apoyo de la legión Cóndor se compone durante este periodo de la batalla de la Ciudad Universitaria de fuerzas aéreas (Luftwaffe) que bombardearon Madrid y la zona de Moncloa en conjunto con la aviación italiana.

### Brigadas Internacionales
El 8 de noviembre de 1936 desfiló por la Gran Vía de Madrid la XI Brigada Internacional compuesta por 2500 hombres al mando de Emilio Kléber (el austro-rumano cuyo nombre era: Lazar Stern), tras ella pasó la XII Brigada Internacional al mando de «Lukács» y compuesta de 1600 hombres y cuyo primer comisario político es «Gallo» (Luigi Longo), sustituido más tarde por el escritor alemán Gustav Regler. En total un poco más de casi cuatro mil hombres. Una parte de los mismos se dirigió a través de la plaza de España a la Estación del Norte y otra columna a posiciones dentro de la Ciudad Universitaria y la carretera de la Coruña. La fecha exacta de incorporación de las Brigadas Internacionales es polémica ya que Vicente Rojo declara en sus memorias sobre el error propagado acerca de la intervención de las Brigadas Internacionales en los primeros días del asalto, mencionando que en su insistente petición de que la XI Brigada se incorporase no tuvo resultados durante los días 6 y 7, e incluso el día 8 obtuvo una respuesta telefónica del jefe de Estado Mayor del Ejército del Centro, teniente coronel Bernal indicando la imposibilidad del auxilio de Kléber para los días 8 y el 9 «por haberle asignado otro cometido el Ministro». Sin embargo la Brigada Internacional, el día 7 se encontraban en Vallecas-Vicálvaro,[cita requerida] tuvieron que atravesar Madrid en un desfile realizado por la Gran Vía, lo que ocurrió bien en la tarde del 7, o por la mañana del 8 (evento que fue detallado en la prensa de la mañana del día 9).[cita requerida] Otros autores mencionan una versión diferente. Este desfile se dirige al despliegue de la XI Brigada, que se produjo entre la noche del 8 al 9 de diciembre de 1936 en la Ciudad Universitaria que por entonces era retaguardia. La XI Brigada se situó por la tarde del día 8 en la Ciudad Universitaria, el puente de los Franceses y el parque del Oeste, entrando en acción al día siguiente.
El bautismo de fuego de las Brigadas Internacionales se produjo el día 9 defendiendo el puente de Castilla, ante la ofensiva que intentaba cruzarlo el batallón Edgar André defendió el puente en varias ocasiones obligando a replegarse. A pesar de los embates la penetración por el vado adyacente al puente de los Franceses de las tropas rebeldes convirtió la zona del campus en un campo de lucha que involucró de "lleno" a las brigadas. El 20 de noviembre la XI Brigada fue relevada por la XII debido al agotamiento del combate prolongado durante casi una semana. La Brigada XII luchó hasta el día 27 de noviembre, fecha en la que fue reemplazada de nuevo por la Brigada XI reforzada con nuevos efectivos. Algunos autores mencionan como la Columna de París ocupando Filosofía y Letras hacía parapetos con los libros, mesas y bancos.

## Batalla en la cultura popular

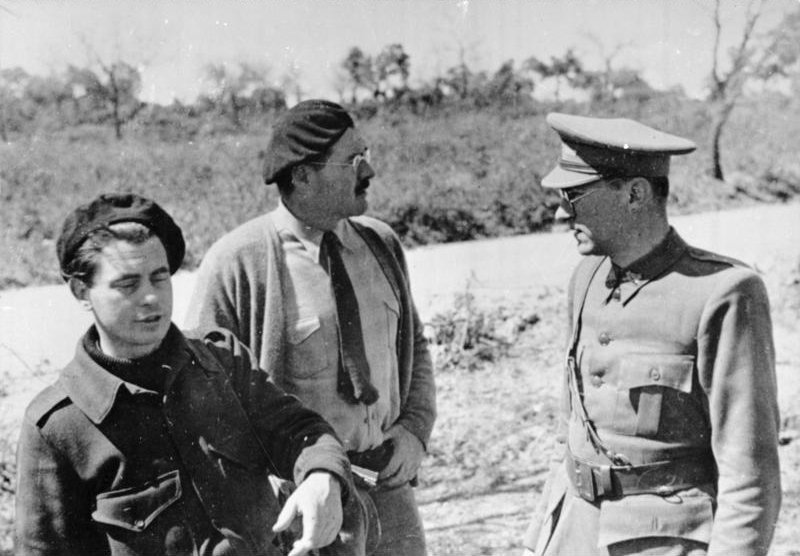
Joris Ivens (izquierda) y Ernest Hemingway (en medio), junto con el Prof. Dr. Ludwig Renn (derecha).

Los medios de la época, cine y prensa, se hicieron eco de los resultados de la batalla. En prensa nacional e internacional se pueden ver que no sólo hay artículos relacionados con el tema, sino que se realizan tiras cómicas alusivas de algunos personajes en forma de caricaturas, fotografías comentadas, ilustraciones de mapas con las posiciones. Cada bando utilizaba el contenido gráfico como propaganda propia de la lucha en su bando. En el Madrid de la época se denominaba a la batalla dentro del campus «el puchero» por asemejarse el sonido lejano de disparos al recipiente cuando hierve. Algunos instantes de la batalla se recrean posteriormente en el siglo XX en un juego de ordenador denominado: 1936, España en llamas.

### Cinematografía
En la época de finales 1936 el frente de la Ciudad Universitaria atrajo la atención de los medios españoles e internacionales, la resistencia ofrecida al avance, así como la heroicidad de ambos bandos generó numerosas líneas informativas. Entre las apariciones de esta batalla se encuentran:
- El realizador holandés Joris Ivens y Ernest Hemingway trabajan juntos en marzo de 1937 en el rodaje de un documental titulado The Spanish Earth (estrenada en español como Tierra española), en ella se recalca la intervención de los brigadistas en la Ciudad Universitaria, así como en Morata de Tajuña y en la batalla del Jarama (febrero de 1937).
- La batalla de la Ciudad Universitaria se emite en el noticiario del Hearst Metrotone News, propiedad del magnate norteamericano William Randolph Hearst, en su edición de 8-243 publicado el 10 de febrero de 1937 bajo el título: War, Cité Universitaire, Madrid, Spain.[60]
- El realizador Edgar Neville dirigió en 1938 para el recién creado Dirección Nacional de Cinematografía el documental de catorce minutos La Ciudad Universitaria en el que se menciona y describe algunos aspectos de la batalla, narrada desde el bando atacante.[3] El film dedicado, según lenguaje retórico de la época, a «la juventud heroica (...) que ha venido a doctorarse en la muerte».
- El noticiario español de junio de 1938 hace mención de la batalla de Madrid, mencionando el frente universitario.
- Existe documentación filmada antes de la batalla que muestra el estado un año antes del conflicto. El documento es filmado al inaugurar el Colegio López Otero el 10 de abril de 1935. La película sonora se realiza según un sistema patentado por dos españoles.[61]

### Novela
La situación de combate ha proporcionado ideas sobre diversos tramas del periodo 36-39. Es por esta razón por la que aparece el frente de batalla en diversas novelas españolas. Una de las que refleja el ambiente madrileño y la lucha en el campus es la tercera entrega de la trilogía de Arturo Barea: La forja de un rebelde. Entre la novela española posterior a 1939 se tiene al escritor Pedro Corral en 2009 publica La Ciudad de Arena con ambientación en la batalla de Madrid. Más relacionada es la novela corta titulada Cada cien ratas un permiso (marzo de 1939) de Pedro Álvarez publicada en ediciones Vértice que narra la vida cotidiana en las trincheras, esta novela ganó un premio de narrativa. El escritor Juan Eduardo Zúñiga en 1980 escribe Largo noviembre de Madrid como parte de una trilogía de narraciones de la defensa de Madrid.

### Canciones
Muchas de las canciones de la época se hicieron en ambos bandos como propaganda y como medio para incrementar la moral de los combatientes y retaguardias del propio bando. Una de las canciones populares se componen en el bando republicano replicando la defensa del puente de los Franceses. Esta canción tiene su contrapartida en otros frentes con sus variantes del paso del Ebro como analogía del paso del Manzanares el día 15 de noviembre.